# 熟男型不型
是一部2011年上映美國浪漫、喜劇電影。導演是Glenn Ficarra和John Requa。由史提夫·卡爾、瑞恩·高斯林、茱莉安·摩亞、艾瑪·史東等主演。

## 外部連結
- 官方网站
- 互联网电影数据库（IMDb）上《熟男型不型》的资料（英文）
- AllMovie上《Crazy, Stupid, Love.》的资料（英文）
- 爛番茄上《Crazy, Stupid, Love.》的資料（英文）
- Box Office Mojo上《Crazy, Stupid, Love.》的資料（英文）